# تينا كيني
تينا كيني (بالإنجليزية: Tina Keane)‏ هي فنانة بريطانية، ولدت في 1948 في لندن في المملكة المتحدة.